# Episema gozmanyi
Episema gozmanyi is een vlinder uit de familie uilen (Noctuidae). De wetenschappelijke naam is voor het eerst geldig gepubliceerd in 1985 door L. Ronkay & Hacker.
De vlinder heeft een voorvleugellengte van 12 tot 18 millimeter.
De soort komt alleen voor op Kreta.